# شركة مسؤولية محدودة (ألمانيا)

شركة المسؤولية المحدودة (الألمانية: Gesellschaft mit beschränkter Haftung) واختصارها GmbH في ألمانيا صنف من الشركات منتشر في البلاد وتقوم مقام الشركة محدودة المسؤولية في البلدان الأخرى.